# Achtung, Küstenpolizei
Achtung, Küstenpolizei ist ein US-amerikanischer Kriminalfilm aus dem Jahr 1947 von Leslie Goodwins mit Henry Wilcoxon und Mary Brian in den Hauptrollen.

## Handlung
Lieutenant Ricco von der Mordkommission ist frustriert, als eine nicht identifizierte Leiche an einem Strand gefunden wird und seine Ermittlungen keine Hinweise auf die Identität des Toten ergeben. Während er über den Fall nachdenkt, gesellt sich Inspector James von Scotland Yard zu ihm in sein Büro, ein alter Freund, der aus England zu Besuch ist. Ricco bittet James um Hilfe, da der Tote, der einen Harris-Tweed-Mantel trug und Pfundnoten bei sich hatte, offenbar Engländer ist. James geht in die Leichenhalle, und entdeckt, dass der Mantel der Leiche mit Fluorescein-Farbstoff bedeckt ist. James erklärt Ricco, dass der Farbstoff, der während des Krieges entwickelt wurde, als Seenotrettungshilfe verwendet wird, weil er hell leuchtet und Suchflugzeugen hilft, im Wasser treibende Menschen zu erkennen. Der Tote hatte jedoch kein Wasser in der Lunge, also vermutet James, dass er etwas aus dem Wasser aufgehoben haben muss, beispielsweise einen Rettungsring, und ihn über seinen Mantel gelegt hat. James untersucht den Bereich, in dem der Mann gefunden wurde, und entdeckt eine Hütte eines Strandgutsammlers. Dort findet er einen versteckten Rettungsring. Nachdem er ihn unter seinem Mantel angezogen hat, wird er von einer mysteriösen Frau und dem streitlustigen Strandgutsammler unterbrochen. Der Mann greift an, aber James kann sich und die Frau mühelos aus der Situation befreien. Sie weigert sich, ihm zu sagen, wer sie ist, und versucht, ihm zu entkommen. Während er sie verfolgt, wird James von einem Unbekannten bewusstlos geschlagen und der Rettungsring gestohlen.
James vermutet, dass der Rettungsring aus einem vorbeifliegenden Flugzeug geworfen und dann von einem Wasserflugzeug geborgen wurde. Er untersucht Transatlantikflüge, bis er einen findet, bei dem unterwegs das Fenster einer Toilette zu Bruch ging. Anne Hogan, die Stewardess des Fluges, begleitet James in die Leichenhalle und identifiziert den Toten als Mr. Rodine, einen britischen diplomatischen Kurier, der den englischen Zoll passierte, ohne sein Gepäck kontrollieren zu lassen. Ricco enthüllt, dass er weiß, dass James wahrer Zweck bei seinem Besuch in Amerika darin besteht, die Bande hinter einer Reihe von Juwelendiebstählen in London aufzuspüren. James gibt zu, dass er Rodine verdächtigt, die Juwelen an Bord des Flugzeugs gebracht und sie dann aus dem Fenster geworfen zu haben, nachdem er sie an dem Rettungsring befestigt hatte.
James kontaktiert den britischen Konsul, der ihm mitteilt, dass der echte Rodine vor dem Flug in London getötet wurde. Da die Leiche noch immer nicht identifiziert ist, machen sich James und Anne auf die Suche nach dem Wasserflugzeug, mit dem die Juwelen geborgen wurden. Sie erfahren, dass der Pilot Joe King den Mann zu den Juwelen geflogen hat. Während ihrer Ermittlungen trifft James auf die Frau aus der Hütte des Strandgutsammlers. Anne identifiziert sie als Irene Trilling, eine Mitreisende des falschen Rodines. Irene entkommt erneut, aber Anne erkennt ihren Begleiter als Frank Farrington, der ebenfalls auf dem Flug war. Der Tote wird schließlich als der Betrüger Louis Gannet identifiziert, und Joe King, der von Farrington geschlagen wurde, gesteht, Gannet geholfen zu haben, den Rettungsring zu bergen. King gibt an, gesehen zu haben, wie Farrington Gannet tötete. Farrington beschuldigt ihn daraufhin, Gannet die fehlenden Juwelen gestohlen zu haben. James schlussfolgert, dass der Strandgutsammler die Juwelen aufgesammelt haben muss, während Farrington und Gannet kämpften. Während er die Hütte durchsucht, findet James die Beute in einem Hummerbecken versteckt. Er macht sich auf die Suche nach Anne, die herausgefunden hat, dass Farrington und Irene sich in einem nahe gelegenen verlassenen Haus verstecken. Farrington, der erkannt hat, dass Irene und Gannet versucht haben, ihn zu hintergehen, erschießt Irene und versucht, James zu töten, doch James wird von Sergeant Blake gerettet, der sich als Betrunkener ausgegeben hat, während er heimlich als James Leibwächter fungierte. Anne belohnt Blake und James für ihre Bemühungen mit Küssen, die Blake als berauschend bezeichnet.

## Entstehung und Veröffentlichung
Die Arbeitstitel des Films waren Dark Bullet und Shot in the Dark. Einem Pressebericht vom Juni 1947 zufolge war die Produktionsgesellschaft Fortune Film aufgrund von Protesten von Paramount Pictures gezwungen, den Titel des Films von Dark Bullet in Dragnet zu ändern. Der Film markierte Mary Brians Rückkehr auf die Leinwand nach vierjähriger Abwesenheit. Es war ihre letzte Rolle in einem Kinofilm.
Frank Paul Sylos oblag die künstlerische Leitung. Fay Babcock und Harry Reif waren für das Szenenbild zuständig. Verantwortlicher Toningenieur war John R. Carter.
Die Premiere des Films fand am 16. August 1947 statt. In der Bundesrepublik Deutschland kam er am 18. September 1953 in die Kinos, in Österreich im April 1954.

## Kritiken
Der Kritiker des TV Guide sah einen Film mit viel Action und Spannung.

„Schwacher Kriminalfilm.“